# جون ماكلولين (مبارز)

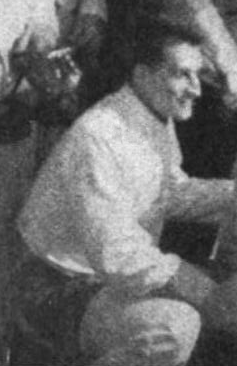
جون ماكلولين في الألعاب الأولمبية في ستوكهولم عام 1912

جون ماكلولين (1890 – 18 مارس 1961) هو مبارز بالسيف من الولايات المتحدة راحل، مثّل بلاده في الألعاب الأولمبية الصيفية 1912.

## روابط رياضية
جون ماكلولين على موقع أوليمبيديا (الإنجليزية)